# Дери
Дери или Лондондери (енгл. Derry; Londonderry) је град у Уједињеном Краљевству у Северној Ирској. Према процени из 2007. у граду је живело 89.085 становника. Лондондери је лука на ушћу Фојла, Северна Ирска.
Око имена града постоје несугласице. Званично име Лондондери користе углавном пробритански унионисти и протестанти, а краће име Дери ирски националисти/републиканци и католици.

## Становништво
Према процени, у граду је 2008. живело 89.085 становника.
| 1981.  | 1991.  | 2001.  |
| ------ | ------ | ------ |
| 62,697 | 72,334 | 83,699 |